# 페르난도 7세
페르난도 7세(Fernando VII, 1784년 10월 14일 - 1833년 9월 29일)는 스페인 국왕(재위 : 1808년, 1813년 - 1833년)이다.

## 생애

### 유청년기
스페인 왕 카를로스 4세와 왕비 마리아 루이사 드 파르마의 장남으로 마드리드 인근의 엘에스코리알의 광대한 궁전에서 태어났다. 어머니 마리아 루이사는 프랑스 국왕 루이 15세의 외손녀이다. 즉 페르난도의 외할머니인 엘리사베타는 루이 15세의 딸이기에 루이 16세는 그에게 외가쪽으로 아저씨가 된다.
1789년에 프랑스 혁명이 발발하였고, 그에 따른 프랑스 혁명 전쟁과 연이은 나폴레옹 전쟁으로 전 유럽을 거대한 격랑에 휩싸였다. 전란은 체제의 부패와 노화가 진행되고 있던 스페인에 큰 비극을 초래했고, 오랫동안 국제무대에서 벗어나 있던 스페인을 유럽에서 가장 큰 관심사로 만든다.
소년기에서 청년기까지 왕위계승자의 지위에 있었지만, 부왕과 그들이 총애하는 마누엘 데 고도이(모친의 애인)에게서 따돌림을 당하는 괴로운 입장에 내몰려, 원한을 가슴에 품고서도, 자중하고 있었다.

### 에스코리알 음모 사건
무능한 정부에 대한 전국의 불만이 높아지면서 1805년에는 대규모 폭동이 일어났다. 정정 불안이 계속된 1807년 10월, 페르난도는 〈에스코리알 음모 사건〉의 공범으로 체포되었다. 이 음모는 정부의 자유주의적인 개혁이 프랑스 황제 나폴레옹의 도움을 받아 카를로스 4세 등을 추방하고 페르난드를 새로운 왕으로 옹립하려 한 것이다. 개혁파의 희망의 별이라는 입장에서 있었음에도 불구하고, 페르난도는 음모가 발각되자 그들을 재빨리 배신하고, 부모님의 지시에 따랐다.

### 나폴레옹의 통치기
아버지 카를로스 4세가 1808년 3월에 아랑후에스에서 일어난 민중 폭동으로 퇴위를 하자 페르난도가 스페인 왕 페르난도 7세로 즉위했다. 페르난도는 프랑스의 도움을 기대하고 있었지만, 나폴레옹은 스페인을 직접 통치할 생각을 하고 있었으며, 결국 페르난도 퇴위를 할 수 밖에 없었다. 나폴레옹은 자신의 친형 조제프 보나파르트를 스페인 왕으로 세웠으며 조제프 보나파르트는 스스로를 호세 1세라고 칭했다. 그 후 스페인 본토는 나폴레옹 지배에 반발하는 민중이 조직한 게릴라 활동을 지원하는 영국군과 프랑스군 사이에서 7년 동안 스페인 독립 전쟁의 무대가 되었다. 페르난도는 그동안 아무것도 하지 못했고, 뚜렷한 대책도 없는 상태로 프랑스 봐란세 궁전에 사로잡혀 있었다.

### 귀국과 즉위

페르난도 7세의 모노그램